# 성포역
성포역(Seongpo Station, 聲浦驛)은 대한민국 경기도 안산시 상록구 성포동에 건설 중인 신안산선의 전철역이다.

## 연혁
- 2026년 12월: 개통 (예정)

## 승강장(예정)
2면 2선의 상대식 승강장 예정이다. 승강장은 스크린도어가 설치될 예정이다.
| ↑ 목감 |
| \| 하  |
| 중앙 ↓ |

| 상 | ● 신안산선(2026년 개통예정) | 여의도 방면 |
| 하 | ● 신안산선(2026년 개통예정) | 한양대 방면 |

## 역 주변
- 월피공원
- GS25 월피공원점
- 투썸플레이스 안산월피
- 경수초등학교
- 경수중학교
- 성포고등학교
- 성포도서관
- 경일초등학교
- 성포초등학교
- 안산성포동우체국
- 광덕초등학교
- 서울예술대학교
- 안산서부새마을금고 성포역지점